# Козловський Олександр Костянтинович
Олександр Костянтинович Козло́́вський (1 листопада 1876, с. Горуцьке, нині Гірське, Стрийського району, Львівської області — 14 серпня 1898, с. Гребенне, нині Польща) — український поет, публіцист.

## Життєпис
Народився Олександр Козловський 1 листопада 1876 року в селі Горуцьке (нині Гірське) колишнього Дрогобицького повіту, в родині священика. Швидко став сиротою. Після закінчення сільської початкової школи О. Козловський певний час навчався в гімназії у Новому Сончі. Саме тоді помер його батько. Мати у зв'язку з цим переїхала на постійне місце проживання у Довгомостиську, розташовану недалеко від Перемишля. Щоб мати кращий догляд за сином, вона забирає Олеся з Нового Сонча та віддає на навчання до Перемишльської польської гімназії.
На формування світогляду обдарованого підлітка в Перемишльській гімназії великий вплив справив вчитель польської і української мов Кость Горбаль. Почитавши вірш початківця «Моя послідня любов» (Козловський навчався тоді вже у сьомому класі), вчитель похвалив його, сказавши при цьому: «Пиши багато, може, що й коли з тебе буде». Крім численних віршів, Козловський пробував писати і більші за обсягом твори історичного змісту. У зв'язку з цим слід згадати історичну повість «Іван Богун», яку Козловський не закінчив. У вищих класах Козловський захоплюється грою на скрипці, багато малює і навіть досягає певного успіху у різьбярському мистецтві.
У 1894 році О. Козловський перейшов на навчання в одну із львівських гімназій, де і склав екзамени на атестат зрілості, а восени 1895 року він вступає на інженерний факультет Львівської політехніки. Час, на який припадають його студентські роки, для Галичини був особливо багатий на гострі суспільно-політичні події і заворушення. Особливо знаменним був у цьому відношенні 1897 рік — рік кривавих баденівських виборів, коли за наказом К. Бадені військо та поліція силою зброї придушували мітинги та демонстрації проти реакційного виборчого закону, який позбавляв більшість трудящих виборчих прав, вчинила дику фізичну розправу над десятками виборців, а близько восьмиста було ув'язнено.  
Глибоку демократизацію ідейних переконань О. Козловського під кінець його життя змушений був відзначити один із представників «нової генерації» у галицькому москвофільстві поет-модерніст Маріян Глушкевич. «Останнім його твором, про який я знаю, — писав він у листі від 26 лютого 1905 року,— був апофеоз вільної, тихої, щасливої України «без хлопа, попа (він був атеїстом) і пана».
З кінця 1897 року О. Козловський шукає нагоди особисто познайомитися з І. Франком. Козловський написав Франкові листа і долучив до нього ще чотирнадцять поезій. За короткий час він зайшов до Франка послухати його думки. Згодом Козловський відвідав Франка ще один раз, приносячи йому більшу добірку своїх віршів, оскільки Франко серйозно ними зацікавився як член редакції «Літературно-наукового вісника» і вирішив опублікувати їх на шпальтах журналу. Вже на час свого знайомства з Франком О. Козловський був уже хворим, його зовнішній вигляд, стан його здоров’я сповнив серце Каменяра глибокої тривоги і щирого жалю: «його вид краяв серце. Згорблений, помарнілий, з глибоко запалими очима, він робив враження трупа, що лише якимось чином ходить по землі».
Ще 1895 року він захворів на важку недугу — туберкульоз горла. Але не зважаючи на недугу, протягом останніх двох років свого життя поет багато пише. Два мотиви пронизують інтимну лірику цих років: любов і боротьба зі смертю. Стан здоров'я поета різко погіршився в середині квітня 1898 року. Перед смертю він мав лише одне бажання: побачити надрукованими хоч кілька своїх віршів. Помер він у селі Гребенне 14 серпня 1898 року, а добірка його поезій з'явилася у «Літературно-науковому віснику» за чотири дні після похорону.
І. Франко ще двічі друкував добірки поезій О. Козловського в «Літературно-Науковому Віснику». Друга добірка вийшла у третьому номері журналу за 1900 рік. У 1905 році, відібравши і відредагувавши все краще, що написав Козловський, І. Франко видав його поезії окремою книжкою під назвою «Мирти і кипариси» з власного передмовою. В ліриці Козловського є також вірші і поеми на історичні теми — «Богдан Хмельницький», «Пролог».

## Твори
- Козловський О. Мірти й кипариси: посмертна зб. поезій: з порт. авт. / Олександер Козловський; під ред. і з передм. І. Франка. — Львів: Накладом Укр.-рус. вид. спілки, 1905. — 110 с.
- Козловський О. Поезії. передмова, упорядкування С. П. Пінчука. — Київ: Радянський письменник, 1966. — 129 c.

## Вшанування
1993 року у Сихівському районі міста Львова на його честь названо вулицю.
1 листопада 2016 року відзначалася 140-річниця від дня народження Олександра Костянтиновича Козловського. До пам'ятної дати було приурочено заходи у Миколаєві та Новому Роздолі, що на Львівщині, 3 грудня 2016 року в бібліотеці № 15 Голосіївської ЦБС (м. Київ) було проведено вечір пам'яті поета.